# 住友建機
住友建機株式会社（すみともけんき、Sumitomo Construction Machinery Company, Limited）は、住友グループの建設機械メーカーである。
元々は住友重機械工業株式会社に設置された事業の一つであったが、1986年に分社化され、完全子会社として事業を継続している。

## 沿革
- 1963年（昭和38年） - 住友機械工業株式会社（現・住友重機械工業）に建機事業部を新設。建機の国内総代理店として、住機建設機械販売株式会社を設立。ショベルおよびクレーンについて米国リンク・ベルト社（現・FMC社）と技術提携。
- 1964年（昭和39年） - 「住友－リンク・ベルト」ブランドの機械式ショベル、機械式トラッククレーンの販売を開始。
- 1967年（昭和42年） - 油圧ショベルの販売を開始。
- 1969年（昭和44年） - 住機建設機械販売の社名を住友重機械建機販売株式会社に改称。
- 1975年（昭和50年） - 千葉工場を新設。
- 1983年（昭和58年） - 住友重機械建機販売の本社を大阪市より東京都千代田区に移転の上、社名を住友重機械建機株式会社に変更。千葉教習センターを開所。
- 1986年（昭和61年） - 建機事業部が住友建機株式会社として分社。住友重機械建機も統合し製販一体となる。
- 1991年（平成3年） - 新居浜事業所（新居浜工場）、香取試験場（香取工場）を新設。
- 1998年（平成10年） - 新居浜工場を閉鎖。
- 2001年（平成13年） - 住友建機を事業毎に分社化。製造は住友建機製造株式会社、販売は住友建機販売株式会社が担当。クレーン事業を分社化し住友重機械建機クレーン株式会社を新設。
- 2002年（平成14年）- 株式会社新潟鐵工所のアスファルトフィニッシャ事業を買収。
- 2004年（平成16年） - 中国に販売会社を設立（住重中駿（厦門）建機有限公司）。
- 2009年（平成21年） - 2001年に分社化した住友建機製造株式会社を吸収合併。国内販売の住友建機販売株式会社は引き続き存続。中国工場を設立（住友建机（唐山）有限公司）。
- 2010年（平成22年） - インドネシアにASEAN地区の販売会社を設立（住友建機サウスイーストアジア）。
- 2011年（平成23年） - インドネシア工場を設立（住友建機インドネシア）。
- 2015年（平成27年） - 千葉にサービストレーニングセンターを開所。
- 2017年（平成29年） - 大阪教習センターを開所。
- 2018年（平成30年） - 名古屋にICT研修センター開所。
- 2025年（令和7年）8月頃予定-住友重機械工業株式会社 横須賀製造所内に横須賀工場を新設予定。横須賀工場稼働後は千葉工場より35t～80t級標準ショベル4機種、12t～45t級のエレベーター仕様ショベル5機種の生産を移管予定。

## 主力製品・事業
- 油圧ショベル
  - 7.5t～80tクラスまでを手掛ける。かつては3tクラスのミニショベルも手掛けていた。海外へのOEM供給も行っている。

- ハイブリッドショベル

- 応用機
  - 林業仕様機
  - 金属リサイクル仕様機
  - 解体仕様機

- 道路機械
  - アスファルトフィニッシャー

- クレーン
  - 現在は住友重機械建機クレーンに移管し、油圧ショベルベースのモデルのみ。

- 環境機械
  - リサイクル機械（リソイルマン、ガラクシー）

## 主要事業所
- 本社 - 東京都品川区大崎2丁目1-1 ThinkPark Tower
- 千葉工場、千葉教習センター - 千葉市稲毛区長沼原町731-1
- 香取工場(香取試験場)-千葉県香取郡東庄町宮野台1-52
- 名古屋教習センター - 愛知県刈谷市一里山町深田1-1
- 大阪教習センター - 大阪市西淀川区大野3-7-210
- 中国工場 - 中国河北省唐山市
- インドネシア工場 - インドネシア西ジャワ州カラワン県

支店・営業所 - 国内グループ会社の住友建機販売より全国65ヶ所に展開
- 北海道統括部-札幌市北区新川西1条1丁目2-30
- 東北統括部-宮城県岩沼市末広1丁目5-20
- 関東甲信越統括部-埼玉県久喜市清久町6-2
- 中部統括部-愛知県大府市北崎町遠山171-1
- 関西統括部-大阪市西淀川区大野三丁目7-210
- 中四国統括部-広島市佐伯区石内上1-17-1
- 九州統括部-福岡県糟屋郡須恵町大字新原78-1

## 主要関係会社

### 国内グループ企業
- 住友建機販売
- 大阪住重建機
- パークス甲信越

### 関係会社
- 住友重機械建機クレーン
- 住友建机（唐山）有限公司
- 住友建机（上海）有限公司
- 住重中駿（厦門）建機有限公司
- PT. SUMITOMO CONSTRUCTION MACHINERY INDONESIA
- PT. SUMITOMO CONSTRUCTION MACHINERY SOUTHEAST ASIA
- SCMSEA(Thailand) Co., Ltd.
- CNHインダストリアル　CNHグローバルとフィアット・インダストリアルが合併して発足。
- LBX Company, LLC
- 建機エンジニアリング千葉
- 建機サポート千葉

### その他
・油圧ショベルは、CNHインダストリアル（CASEブランド）、LBX（LINK-BELTブランド）へOEM供給している。
・1988年頃、長嶋茂雄をCMキャラクターとして起用し、『朝のホットライン』（TBS・隔日）を提供していた。
・2020年3月、『パウ・パトロール』（テレビ東京）内のダンスシーンにて、働く乗り物として住友建機株式会社の建設機械が紹介された。